# Томас Кун
То́мас Се́мюел Кун (англ. Thomas Samuel Kuhn; *18 липня 1922 — †17 червня 1996) — американський філософ і історик науки, один із лідерів сучасної постпозитивістської філософії науки. На відміну від логічного позитивізму, що займався аналізом формально-логічних структур наукових теорій, Кун одним із перших у західній філософії акцентував значення історії природознавства як єдиного джерела справжньої філософії науки.

## Доробок
Проблемам історичної еволюції наукових традицій в астрономії була присвячена перша книга Куна «Коперниканська революція» (1957), де на прикладах птолемеєвської і наступної коперниканської традицій Кун уперше здійснив реконструкцію змістовних механізмів наукових революцій. Коперниканський переворот при цьому розглядається ним як перехід наукового співтовариства до принципово іншої системи світобачення, що стало можливим завдяки не тільки внутрішньонауковим факторам розвитку, а й різним соціальним процесам ренесансної культури в цілому. Свою конкретизацію і найяскравіше вираження позиція Куна знайшла в його наступній книзі «Структура наукових революцій» (1962), що ініціювала постпозитивістську орієнтацію в сучасній філософії науки і зробила Куна одним з її найвизначніших авторів (Олена Астахова).
Аналізуючи історію науки, Кун говорить про можливості виділення наступних стадій її розвитку: допарадигмальна наука, нормальна наука (парадигмальна), екстраординарна наука (позапарадигмальна, наукова революція). У допарадигмальний період наука є еклектичним поєднанням різних альтернативних гіпотез і конкуруючих наукових співтовариств, кожне з яких, відштовхуючись від певних фактів, створює свої моделі без особливої апеляції до яких-небудь зовнішніх і спільних для всіх авторитетів. Однак згодом відбувається висування на перший план якоїсь однієї теорії, що починає інтерпретуватися як зразок розв'язання проблем і утворює теоретичну та методологічну основу нової парадигмальної науки.
Парадигма (дисциплінарна матриця) виступає як сукупність знань, методів і цінностей, беззастережно поділюваних членами наукового співтовариства. Вона зумовлює спектр значимих наукових проблем і можливі способи їхнього розв'язання, одночасно ігноруючи ті факти й теорії, що з нею не узгоджуються. У рамках нормальної науки прогрес здійснюється за допомогою кумулятивного накопичення знань, теоретичного й експериментального удосконалення вихідних програмних установок. Разом із тим у рамках прийнятої парадигми вчені зіштовхуються з «аномальними» (тобто не артикульованими адекватно в рамках прийнятої парадигми) фактами, котрі після численних невдалих спроб експлікувати їх прийнятим способом, приводять до наукових криз, пов'язаних з екстраординарною наукою. Ця ситуація багато в чому відтворює допарадигмальний стан наукового знання, оскільки поряд зі старою парадигмою активно розвиваються численні альтернативні гіпотези, що дають різну інтерпретацію науковим аномаліям. Пізніше з набору конкуруючих теорій вибирається та, котра, на думку професійного співтовариства вчених, пропонує найудаліший варіант розв'язання наукових головоломок. При цьому пріоритет тієї чи тієї наукової теорії аж ніяк не забезпечується автоматично її когнітивними перевагами, але залежить також від цілого ряду позанаукових факторів (психологічних, політичних, культурних тощо). Досягнення конвенції в питанні вибору зразкової теорії означає формування нової парадигми і знаменує собою початок наступного етапу нормальної науки, що характеризується наявністю чіткої програми діяльності і штучною селекцією альтернативних і аномальних смислів. Винятком тут не є навіть той масив знань, що був отриманий попередньою історією науки.
Процес прийняття нової парадигми, на думку Куна, є своєрідним перемиканням ґештальту на принципово іншу систему світобачення, зі своїми образами, принципами, мовою, неперекладними і непорівнянними з іншими змістовними моделями і мовами. Видимість кумулятивної наступності в розвитку знання забезпечується процесом фахової освіти й підручниками, що інтерпретують історію науки згідно з засадами, заданими домінантною парадигмою. Через це досить проблемним є справжній прогрес в історії природознавства. Удосконаленням й приростом знання різняться тільки періоди нормальної науки, кожен із яких формує унікальне розуміння світу, що не має особливих переваг у порівнянні з іншими. Кун воліє говорити не стільки про прогрес, скільки про еволюції (на зразок біологічної), у рамках якої кожен організм займає свою нішу і набуває своїх адаптаційних можливостей.
Кунівська інтерпретація наукового прогресу викликала сплеск критичних публікацій, і його наступні роботи були пов'язані з уточненням початкових тез, сформульованих у «Структурі наукових революцій». У своїй монографії «Теорія чорного тіла і квантова перервність. 1894–1912» (1978) Кун аналізує соціально-психологічні і теоретико-методологічні фактори революції у квантовій фізиці, на прикладі якої показує парадоксальну перманентність революційних відкриттів, психологію ґештальт-перемикання при створенні нових наукових співтовариств.
Концепція Куна вплинула на сучасну філософію науки. Обґрунтовані ним історико-еволюціоністський підхід, антикумулятивізм, ідея про соціокультурну зумовленість наукового пізнання (екстерналізм), впроваджені поняття парадигми і наукової революції значною мірою сприяли подоланню неопозитивістської традиції у філософії науки й оформленню постпозитивізму, соціології і психології науки.

## Твори
- Kuhn T. S., The Copernican Revolution: Planetary Astronomy in the Development of Western Thought,  Cambridge: Harvard University Press, 1957. ISBN 0-674-17100-4
- Kuhn T. S.,  The Function of Measurement in Modern Physical Science // Isis 52 (1961) 161-193.
- Kuhn T. S., The Structure of Scientific Revolutions, Chicago: University of Chicago Press, 1962. ISBN 0-226-45808-3
- Kuhn T. S., The Function of Dogma in Scientific Research // A. C. Crombie (ed.), Scientific Change (Symposium on the History of Science, University of Oxford, July 9–15, 1961), New York & London: Basic Books & Heineman, 1963, 347-369.
- Kuhn T. S., The Essential Tension: Selected Studies in Scientific Tradition and Change, Chicago & London: University of Chicago Press, 1977. ISBN 0-226-45805-9
- Kuhn T. S., Black-Body Theory and the Quantum Discontinuity, 1894-1912, Chicago: University of Chicago Press, 1987. ISBN 0-226-45800-8
- Kuhn T. S., The Road Since Structure: Philosophical Essays, 1970-1993, Chicago: University of Chicago Press, 2000. ISBN 0-226-45798-2

У перекладі українською:
- Кун Т. Структура наукових революцій. — К. : Port-Royal, 2001. — 228 с.